# Jan Preisler (kněz)
Jan Preisler (1921/1922 – 17. dubna 1995, Čkyně) byl římskokatolický farář ve Vimperku a později Čkyni na Prachaticku. Ve věku 73 let byl v dubnu 1995 zavražděn. Z činu byl nejprve obžalován tehdy 27letý invalidní důchodce Libor P., po komplikovaném soudním jednání byl však obžaloby zproštěn.

## Život
Primici sloužil Jan Preisler ve Staňkově v roce 1948.
Byl vězněn v politickém procesu.
V 80. letech bydlel na faře ve Vimperku. Byl kaplanem a administrátorem okolních farností. V roce 1986 se přestěhoval do Čkyně.

### Okolnosti smrti
Jan Preisler byl zabit na faře ve Čkyni sedmi bodnými ranami nožem a údery dřevěným věšákem. Z něj byla sejmuta pachová stopa Libora P., která však nestačila pro závěr o vině. Libor P. byl do té doby 28x hospitalizován v různých psychiatrických zařízeních, podle znaleckého posudku se jednalo o člověka výrazně podprůměrného intelektu, se značně sníženou sociální přizpůsobivostí a nižší schopností nést odpovědnost za své chování. Podle znalce trpěl smíšenou poruchou osobnosti, která však mohla jeho ovládací schopnosti snížit jen částečně.
Podle státního zastupitelství mohla pro Libora P. být motivem vraždy snaha získat peníze ze sbírky věřících, která vynesla necelé čtyři tisíce korun.
P. Janu Preislerovi bylo 73 let.